# ستيف داينس
ستيفن ديفيد داينس (بالإنجليزية: Steven David Daines)‏ هو سياسي ورجل أعمال أمريكي من الحزب الجمهوري ولد في يوم 20 أغسطس 1962 في مدينة لوس أنجلوس في كاليفورنيا. درس الكيمياء في جامعة ولاية مونتانا. يشغل حالياً منصب عضو في مجلس الشيوخ الأمريكي منذ سنة 2015 كممثل عن ولاية مونتانا.